# برمجيات خبيثة على فيسبوك
تُشكّل البرمجيات الخبيثة على فيسبوك تحدّيات خاصة لمُستخدمي المنصة والموظفين التقنيين في شركة ميتا، المالك الحالي للمنصة، فقد تأثرت شبكة التواصل الاجتماعي فيسبوك بالبرمجيات الخبيثة عدة مرات على مدار تاريخها، مما جعل مُكافحة هذه البرمجيات ومكافحة الجهات التي تنشئها وتقوم بنشرها هدفًا مُستمرًا لدى إدارة فيسبوك.

## تاريخ الهجمات
ازداد انتشار هجمات التصيد الاحتيالي، والتي يتظاهر فيها المهاجم بأنه جهة موثوقة للحصول على معلومات خاصة من المُستخدمين، بشكل كبير في العقد الأول من القرن الحادي والعشرين، وكانت منصة فيسبوك تحديدًا من أكثر المنصات التي استُخدمت لشن هجمات التصيد الاحتيالي، ومن بين أكثر حيل التصيد الاحتيالي شيوعًا استخدام عناوين محددات مواقع الموارد الموحدة الشائعة، إذ يستخدم المهاجمو عناوينن مواقع ويب مشابهة لعناوين المواقع الشهيرة مثل استخدام العنوان http://faceb0ok.com/ بدلًا من عنوان http://facebook.com/ الصحيح لإقناع ضحاياهم بالكشف عن بيانات تسجيل الدخول الخاصة بهم أو عن معلوماتهم الشخصية. وقد أصدر المؤتمر الدولي الحادي عشر للكشف عن عمليات الاختراق والبرمجيات الخبيثة وتقييم الثغرات الأمنية، والذي عُقد في يوليو (تموز) 2014، تقريرًا أدان هذه الحيلة باعتبارها واحدة من أكثر الحيل الشائعة التي يتعرض لها مستخدمو الحوسبة المحمولة بشكل خاص. وعلى مستوى التطبيقات، فقد قام مهاجمو التصيد الاحتيالي أيضًا بتقليد تطبيق واجهة فيسبوك، بهدف تضليل المستخدمين وخداعهم وإيهامهم بأنهم يُدخلون بيانات اعتمادهم في صفحة تسجيل الدخول الشرعية لموقع فيسبوك.
أثارت نسخة من برنامج دوركبوت الخبيث في عام ٢٠١٣ قلقًا كبيرا بين مُستخدمي فيسبوك بعدما انتشرت عبر خدمة الدردشة الداخلية في فيسبوك، مع محاولات مشتبه بها من مجرمي الإنترنت لسرقة كلمات مرور المستخدمين، مما أثر على مُستخدمي فيسبوك المتواجدين في بعض الدول مثل ألمانيا والهند والبرتغال والمملكة المتحدة. اكتشفت شركة بت ديفيندر المُتخصصة في مجال مكافحة البرمجيات الخبيثة آلاف الروابط الخبيثة خلال ٢٤ ساعة، وتواصلت مع إدارة فيسبوك لحل المشكلة. وعلى الرغم من احتواء العدوى، فقد أثارت طبيعتها غير العادية اهتمامًا كبيرًا، نظرًا لاستغلال المهاجمين لثغرة في موقع مشاركة الملفات ميديا فاير لنشر تطبيقات وهمية بين أصدقاء الضحايا على فيسبوك.
أما دودة الحاسوب الحقيقية المعروفة باسم «كوبفيس»، والتي ظهرت عام ٢٠٠٨، وانتشرت من خلال رسائل مُرسلة عبر موقعي التواصل الاجتماعي فيسبوك وماي سبيس، فقد أصبحت لاحقًا موضوعًا لمزاعم ومبالغ فيها حول آثارها. انتشرت هذه المزاعم لدرجة أنها أصبحت بمثابة خدعة إلكترونية. وزعمت بعض الأطراف لاحقًا وجود صلة بين البرنامج الخبيث ورسائل حول إدارة الرئيس الأمريكي الأسبق باراك أوباما، وهي رسائل لم تكن موجودة في الواقع. وقد ناقش السياسي البريطاني ديفيد ميكلسون هذه المسألة وقام بالتحقق من الحقائق في مقال له نُشر على موقع سنوبس.كوم.
وفي 26 يوليو (تموز) 2022، اكتشف باحثون في شركة ويزسيكيور هجمة إلكترونية استهدفت متخصصي التسويق الرقمي والموارد البشرية في محاولة لاختراق حسابات المُستخدمين على منصة فيسبوك بيزنس باستخدام برمجيات خبيثة لسرقة البيانات. وقد أطلق على هذه الحملة اسم «دوكتيل»، واكتُشفت لاحقًا أدلة تشير إلى أن وراءها جهة تهديد فيتنامية كانت تُطوّر وتُوزّع البرمجيات الخبيثة بدوافع تبدو مالية بحتة.